# 297 aC
El 297 aC va ser un any del calendari romà prejulià. En aquell temps, era conegut com a any del consolat de Rul·lià i Mus (o, més rarament, any 457 ab urbe condita). L'ús del nom «297 aC» per referir-se a aquest any es remunta a l'alta edat mitjana, quan el sistema Anno Domini era el mètode de numeració dels anys més comú a Europa.

## Esdeveniments

### Antiga Grècia
- Breu regnat de Filip IV a Macedònia. Era el fill gran de Cassandre de Macedònia i de Tessalònica. Va regnar només un mesos (de maig a agost del 297 aC) succeint al seu pare que havia mort de malaltia. Filip IV mor poc després a Elatea a Fòcida. Els seus dos germans Antípatre I de Macedònia i Alexandre V de Macedònia el succeeixen conjuntament i es reparteixen el regne.[2]
- Antípatre I i Alexandre V són proclamats reis sota la tutela de la seva mare Tessalònica (germana d'Alexandre el Gran), que reparteix el país entre els dos germans i assigna l'occident a Alexandre i l'orient a Antípatre.[3]
- Pirros, que després serà rei de l'Epir, rep de Ptolemeu I Soter un petit exèrcit i una flota, amb la que va a l'Epir i aixeca una revolta general contra Neoptòlem II que ja era impopular.[4]

### Antiga Roma
- Aquest any són nomenats cònsols Quint Fabi Màxim Rul·lià, contra el seu desig, diu Titus Livi, i Publi Deci Mus.[5]
- En el curs de la Tercera Guerra Samnita, els dos cònsols van anar al Sàmnium per camins diferents però en paral·lel, i van devastar el país.[6]
- Luci Corneli Escipió Barbat, legat de Màxim Rul·lià, va rebre el comandament dels hastati, soldats d'avantguarda d'infanteria pesada a l'inici de la batalla de Tifèrnum, que els va col·locar envoltant el flanc enemic per les muntanyes per on havien baixat els samnites. Els va donar ordre d'atacar coordinadament al mateix temps que la cavalleria carregava amb vigor contra la línia samnita. L'estratègia no va funcionar com s'esperava: la cavalleria va començar massa aviat i de seguida van ser anul·lats. Els samnites, dirigits per Egnaci, van trencar la línia ofensiva romana, i quan els soldats d'Escipió Barbat van aparèixer als turons els devien prendre per la Legió II que comandava Deci Mus, i els samnites van entrar en pànic i van abandonar el camp de batalla.[7]

## Necrològiques
- Mor d'hidropesia Cassandre de Macedònia.[8]
- Filip IV de Macedònia, que succeeix al seu pare Cassandre, mor al cap de poc a causa d'una malaltia mortal.[9]